# Большая Новодмитровская улица
Больша́я Новодми́тровская улица — улица на севере Москвы в Бутырском районе Северо-Восточного административного округа, между Бутырской улицей и Новодмитровской улицей.

## История
Названа в 1951 году по соседней Новодмитровской улице, которая появилось до 1917 года и название которой отражает её более позднее возникновение по сравнению с Дмитровским шоссе, около которого она была проложена. Большая Новодмитровская улица называлась в 1924—1951 годах — Панская улица, ранее — Большая Панская улица (Малая Панская улица — ныне улица Савёловская линия, Панский переулок был ликвидирован в 1930-х годах). Здесь, во дворах Бутырской слободы, в XVII веке были поселены пленные поляки, называемые в народе «паны».

## Расположение
Большая Новодмитровская улица отходит направо на восток от Бутырской улицы недалеко от Савёловского вокзала, а затем поворачивает на север и проходит параллельно Бутырской улице до Новодмитровской улицы.

## Примечательные здания и сооружения
По нечётной стороне
- Дом 23 — Московский машиностроительный завод «Знамя»;
- Дом 23, строение 9 —  Храм Рождества Пресвятой Богородицы в Бутырской слободе;
- Дом 63 — Московский колледж по подготовке социальных работников № 16;

По чётной стороне
- Дом 14 — Научно-исследовательский и конструкторский институт химического машиностроения; торговый дом «Угличмаш»; кадровое агентство «Выбор»;
- Дом 14, строение 1 — «ЭйТи Консалтинг» (разработка ПО), «Инфосистемы Джет»; «Ланхост»; международный кадровый центр «Фаворит»;
- Дом 28 — Троллейбусный ремонтный завод; маркетинговый коммерческий центр «Меркурий»;
- Дом 36 стр 2 — Телеканал Дождь (до 2022)
- Дом 36/4 — печатный двор «Куранты»; корпорация «Фастком»;
- Дом 36/4, корпус 1 — студия «ЦАО Records».

## Фотогалерея
| - Большая Новодмитровская улица - Дизайн-завод «Флакон» |